# Ayoze García
Ayoze García Pérez (Puerto de la Cruz, Santa Cruz de Tenerife, España, 22 de noviembre de 1985) es un exfutbolista español que jugaba de centrocampista y trabaja como asistente en el Indy Eleven de la United Soccer League.

## Trayectoria

### Como jugador
Ayoze comenzó a jugar en el fútbol base del Club Deportivo Esquilón y del C. D. Puerto Cruz, antes de incorporase a la cantera del C. D. Tenerife. Tras jugar en el equipo juvenil de División de Honor pasó al C. D. Tenerife "B", de Tercera División, en el año 2002. En la temporada 2004-05 fue cedido a la U. D. Las Palmas y, tras su regreso al Tenerife un año después, se estableció definitivamente en el primer equipo.
Con el conjunto chicharrero consiguió el ascenso a Primera División en la temporada 2008-09 y, tras no lograr la salvación en la siguiente, fichó por el Real Sporting de Gijón. Después de un nuevo descenso a Segunda con el Sporting en la campaña 2011-12, el 31 de agosto de 2012 rescindió su contrato con el club.
El 8 de febrero de 2013 se anunció su fichaje por el New York Cosmos, con el que se proclamó campeón de la North American Soccer League en 2013, tras una victoria en la final frente al Atlanta Silverbacks por 0-1; en 2015, después de que el Cosmos venciera al Ottawa Fury F. C. por 3-2; y en 2016, edición en la que el equipo neoyorquino derrotó al Indy Eleven en la tanda de penaltis por 4-2. A este equipo se marchó en 2018 y allí estuvo hasta su retirada en noviembre de 2022. En ese momento era el jugador que más partidos había jugado, tanto en total como de titular, y más asistencias había dado en la historia del club.

### Como entrenador
Tras colgar las botas como jugador, siguió formando parte del Indy Eleven de la United Soccer League como entrenador asistente.

## Clubes

### Como jugador
| Club                   | País           | Año       |
| ---------------------- | -------------- | --------- |
| C. D. Tenerife "B"     | España         | 2002-2004 |
| U. D. Las Palmas       | España         | 2004-2005 |
| C. D. Tenerife         | España         | 2005-2010 |
| Real Sporting de Gijón | España         | 2010-2012 |
| New York Cosmos        | Estados Unidos | 2013-2018 |
| Indy Eleven            | Estados Unidos | 2018-2022 |

### Como entrenador
| Club                    | País           | Año   |
| ----------------------- | -------------- | ----- |
| Indy Eleven (asistente) | Estados Unidos | 2022- |

## Palmarés

### Campeonatos nacionales
| Título        | Club            | País           | Año  |
| ------------- | --------------- | -------------- | ---- |
| Fall Season   | New York Cosmos | Estados Unidos | 2013 |
| Soccer Bowl   | New York Cosmos | Estados Unidos | 2013 |
| Spring Season | New York Cosmos | Estados Unidos | 2015 |
| Soccer Bowl   | New York Cosmos | Estados Unidos | 2015 |
| Fall Season   | New York Cosmos | Estados Unidos | 2016 |
| Soccer Bowl   | New York Cosmos | Estados Unidos | 2016 |